# Harvey Limon
Harvey Limon (21 juli 1975)  is een Surinaams voetballer. Hij speelde voor de clubs SV Leo Victor en RKSV Groene Ster en in het 

## Carrière
Harvey Limon speelde onder meer als middenvelder en kwam begin jaren 2000 afwisselend uit voor SV Leo Victor (2000-2001; 2003-2004) in Paramaribo en het Nederlandse RKSV Groene Ster (2001-2003; 2004-2005) in Heerlen. Hij speelde van 1996 tot 2001 meerdere interlands met het Surinaamse voetbalelftal.

### Interlands
Hij speelde de volgende interlands met het Surinaamse voetbalelftal.
| Jr/mnd/dag | Toernooi                 | Land     | Land                 | uitslag |
| ---------- | ------------------------ | -------- | -------------------- | ------- |
| 1996-04-21 | CONCACAF Kwalificatie WK | Suriname | Jamaica              | 1-0     |
| 1996-05-31 | CONCACAF Kwalificatie WK | Suriname | Jamaica              | 0-1     |
| 2000-03-05 | CONCACAF Kwalificatie WK | Suriname | Saint Lucia          | 1-0     |
| 2000-03-19 | CONCACAF Kwalificatie WK | Suriname | Saint Lucia          | 1-0     |
| 2000-04-02 | CONCACAF Kwalificatie WK | Suriname | Cuba                 | 1-0     |
| 2000-04-16 | CONCACAF Kwalificatie WK | Suriname | Cuba                 | 0-0     |
| 2001-04-04 | Caribbean Cup            | Suriname | Aruba                | 5-1     |
| 2001-05-20 | Caribbean Cup            | Suriname | Saint Kitts en Nevis | 0-4     |